# Legionowo
Legionowo Lengyelországi járási jogú város a Mazóviai vajdaságban a varsói völgykatlanban körülbelül 22 km-re északra a fővárostól. A város a varsói agglomerációhoz tartozik. 1975-1998 között a Varsói vajdasághoz tartozott.

## Földrajzi helyzete
Legionowo a Varsót Gdańskkal (9. vasútvonal) és a Mazúri tavakkal (61. főút) összekötő közlekedési vonalak mentén fekszik, 7 km választja el a Zegrzyńskie tótól, mely a varsóiak és a környező vidék lakóinak pihenőhelye.

## Népesség
Legionowo a Mazóviai vajdaságnak a lakosság száma szerinti hetedik városa (Varsó, Radom, Płock, Siedlice, Pruszkowie és Ostrołęka után).

## Testvérvárosok
- Kovel, Ukrajna
- Szevlijevo, Bulgária
- Rzsev, Oroszország
- Jiujiang, Kína

## Története

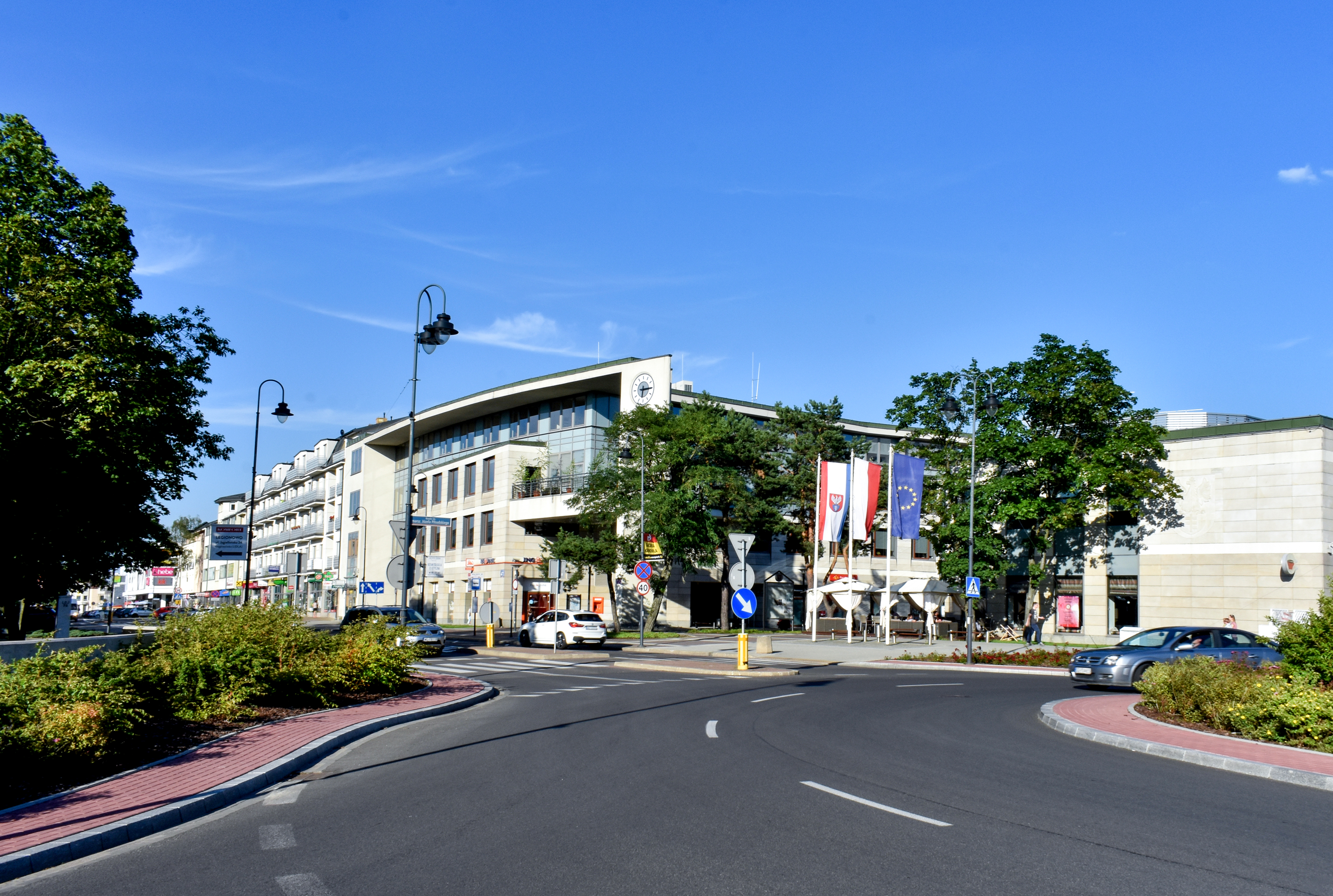
Az új városháza

A város története a 19. században kezdődött. 1877-ben az akkor a Potocki gróf birtokán Jabłonna vasútállomás létesült. Néhány évvel később a gróf Gucin néven nyaralóhelyet létesített az állomás mellett. Ennek a régi nyaraló központnak a helye ma a város közepén található.
1892-ben szintén az állomás mellett, de a vágány másik oldalán cári laktanya létesült a helyőrség számára. Ez szabta meg a továbbiakban Legionowo történetét. 1898-ban Jabłonnában megalakult a varsói erődítési körzet léghajó részlege. Az oroszok kezdte hagyományos ballon-sport egészen a 20. század végéig folytatódott, több nemzetközi versenyt is nyert a legionowoi csapat.
Jabłonna és Legionowo vált az egyik legfontosabb terület, ahol cári orosz csapatok állomásoztak 1914. augusztus 1. (a háború kezdete) után. A cári helyőrséget 1915-ben számolták fel, amikor bevonultak a németek. 1919. október 14-én húzták fel először a lengyel zászlót Piłsudski légiói. 1919. május 3-ától hívják a várost hivatalosan is Legionowonak.
A két háború között a város virágzásnak indult. Gyors ütemben nőtt a lakosság száma, új település alakult ki. A 20. század közepén Potocki gróf felparcellázta birtokának nagy részét. 1921-ben nyitották meg az első általános iskolát. Az 1920-as évek végén Katonai Légügyi Meteorológiai Intézet létesült, mely ma is működik.A második világháború előtt itt állomásozott a két lengyel páncélvonat egyike.
AZ 1930-as években itt nyílt meg az egyik első hangosfilmet játszó mozi Lengyelországban. A háború kitörése megszakította a rohamos fejlődést. A város közepén a németek gettót létesítettek a zsidó lakosság részére. Legionowo volt az egyetlen helység Varsón kívül, ahol 1944. augusztus 1-jén felkelés tört ki a varsói felkeléssel egy időben, melyben mintegy 4000 helyi lakos vett részt közvetlenül. A felkelés leverése után Legionowo élelemmel és fegyverrel segítette a még mindig harcoló Varsót és ápolta a sebesülteket.
1947-ben a város 9860 lakost számlált. A háború után is megtartotta Legionowo erős helyőrségét. 1947. március 17-én itt tartották az ulánusok utolsó díszszemléjét. A település 1950-ben kapott városi rangot. 1987-ben a lakosság száma átlépte az 50 ezer főt. A város ma is Varsó alvó városa: az emberek itt alszanak, de Varsóba járnak be dolgozni, tanulni.

## Fordítás
- Ez a szócikk részben vagy egészben  a   Legionowo című angol Wikipédia-szócikk fordításán alapul.  Az eredeti cikk szerkesztőit annak laptörténete sorolja fel. Ez a jelzés csupán a megfogalmazás eredetét és a szerzői jogokat jelzi, nem szolgál a cikkben szereplő információk forrásmegjelöléseként.